# Orom, Kanjiža
Orom (izvirno srbsko Ором; madžarsko Orom) je naselje v Srbiji, ki upravno spada pod Občino Kanjiža; slednja pa je del Severnobanatskega upravnega okraja.

## Demografija
V naselju živi 1278 polnoletnih prebivalcev, pri čemer je njihova povprečna starost 41,7 let (40,0 pri moških in 43,4 pri ženskah). Naselje ima 607 gospodinjstev, pri čemer je povprečno število članov na gospodinjstvo 2,57.
To naselje je v glavnem madžarsko (glede na popis iz leta 2002), a v času zadnjih treh popisov je opazno zmanjšanje števila prebivalcev.
|  |

| Demografija | Demografija     | Demografija     |
| Leto        | Št. prebivalcev | Št. prebivalcev |
| ----------- | --------------- | --------------- |
|             |                 |                 |
|             |                 |                 |
|             |                 |                 |
|             |                 |                 |
| 1948        | 2909            |                 |
| 1953        | 2872            |                 |
| 1961        | 2612            |                 |
| 1971        | 2220            |                 |
| 1981        | 2007            |                 |
| 1991        | 1912            | 1895            |
| 2002        | 1577            | 1561            |
|             |                 |                 |

| Etnična sestava po popisu iz leta 2002 | Etnična sestava po popisu iz leta 2002 | Etnična sestava po popisu iz leta 2002 | Etnična sestava po popisu iz leta 2002 | Etnična sestava po popisu iz leta 2002 |
| -------------------------------------- | -------------------------------------- | -------------------------------------- | -------------------------------------- | -------------------------------------- |
| Madžari                                | Madžari                                |                                        | 1.471                                  | 94,23%                                 |
| Srbi                                   | Srbi                                   |                                        | 35                                     | 2,24%                                  |
| Hrvati                                 | Hrvati                                 |                                        | 11                                     | 0,70%                                  |
| Jugoslovani                            | Jugoslovani                            |                                        | 10                                     | 0,64%                                  |
| Bunjevci                               | Bunjevci                               |                                        | 3                                      | 0,19%                                  |
| Makedonci                              | Makedonci                              |                                        | 1                                      | 0,06%                                  |
| Neznano                                | Neznano                                |                                        | 1                                      | 0,06%                                  |